# Máy in ép

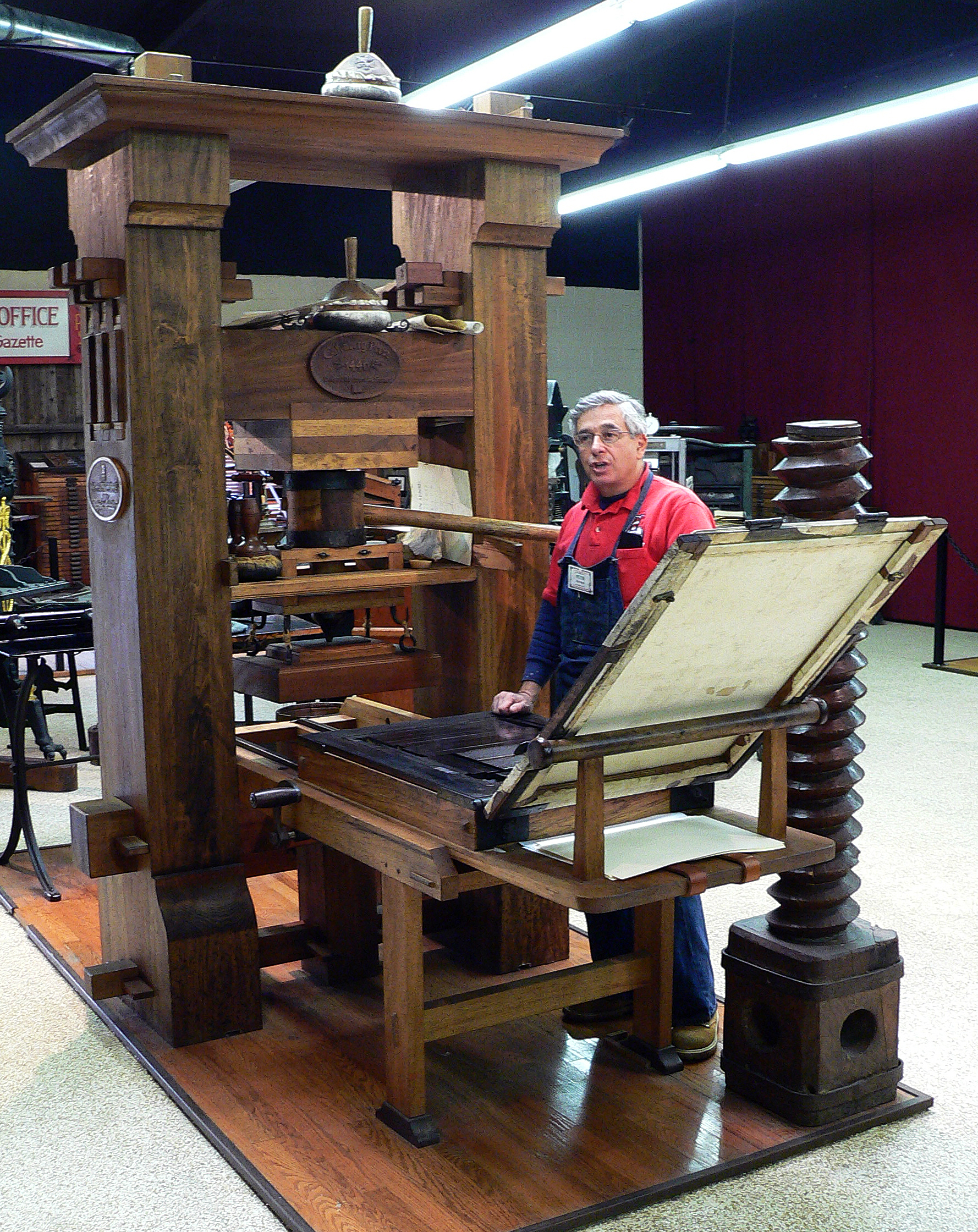

Máy in ép là một thiết bị áp dụng áp lực đến một bề mặt đã in sẵn đặt trên một bản giấy hoặc khăn in, do đó truyền tải được mực in thành bản sao. Thường được sử dụng cho các loại văn bản, sự phát minh và truyền bá máy in ép là một trong những sự kiện có tầm ảnh hưởng nhất thiên niên kỷ thứ hai.